# Maguiresbridge
Maguiresbridge (Iers: Maghuíreas Brídeach) is een plaats in het Noord-Ierse County Fermanagh. Maguiresbridge telt 759 inwoners. Van de bevolking is 57,6% protestant en 40,4% katholiek.